# Liochthonius khencensis
Liochthonius khencensis är en kvalsterart som beskrevs av Hammer 1961. Liochthonius khencensis ingår i släktet Liochthonius och familjen Brachychthoniidae. Inga underarter finns listade i Catalogue of Life.